# Kaap Royds
Kaap Royds is een kaap op het Rosseiland van Antarctica.
De kaap werd ontdekt tijdens de Discovery-expeditie van Robert Falcon Scott (1901-1904). Hier bevond zich ook het basiskamp van de Nimrod-expeditie van Ernest Shackleton (1907-1909). Op de kaap komen naar schatting 2500 tot 4500 paren van de adeliepinguïn voor. 